# صخره‌نورد (فیلم)
صخره‌نورد (انگلیسی: Cliffhanger) یک فیلم در ژانر اکشن و دلهره‌آور آمریکایی محصول ۱۹۹۳ به کارگردانی رنی هارلین است. این فیلم که در ۲۰ می ۱۹۹۳ در جشنواره فیلم کن به نمایش درآمد و در ۲۸ می ۱۹۹۳ در ایالات متحده اکران شد، ۲۵۵ میلیون دلار در سراسر جهان به دست آورد.

## خلاصه داستان
تبهکاری به نام «کوآلن» (لیتگو) و هم دستانش، هواپیمایی حامل میلیون‌ها دلار اسکناس را می‌ربایند و محمولهٔ گرانبها را به هواپیمای دیگری منتقل می‌کنند. اما هواپیمای دوم آسیب می‌بیند و با چمدان‌های حامل اسکناس‌ها در کوهستان راکی سقوط می‌کند. «گیب واکر» (استالون) و دوستش، «هال تاکر» (روکر) از گروه نجات کوهنوردان پیام کمک تبهکاران را دریافت می‌کنند و به کمکشان می‌شتابند اما تبهکاران آن دو را گروگان می‌گیرند تا چمدان‌ها را به دست بیاورند…

## جوایز
این فیلم کاندیدای ۳ اسکار (کاندیدای اسکار بهترین جلوه‌های ویژه-کاندیدای اسکار بهترین جلوه‌های صوتی-کاندیدای اسکار بهترین صدا) در سال ۱۹۹۴ شد.

## بازیگران
- سیلوستر استالونه
- جان لیسگو
- مایکل راکر
- جنین ترنر
- رکس لین
- کارولین گودال
- لیون رابینسون
- پل وینفیلد
- رالف ویت
- زاچ گرنیر
- دن اس. دیویس
- بروس مک‌گیل
- ویتو روگینز
- دنیس فورست
- کریگ فایربراس
- جف مک‌کارتی
- رزماری دانسمور

## باکس آفیس
این فیلم با فروش ۲۵۵ میلیون دلاری در سراسر جهان به فروش رسید. این فیلم در ایالات متحده و کانادا ۸۴ میلیون دلار، در انگلستان ۱۴ میلیون دلار و در آلمان ۱۳ میلیون دلار فروخت. ۱۱ هفته متوالی در صدر باکس آفیس ژاپن بود.